# Puerto Naos

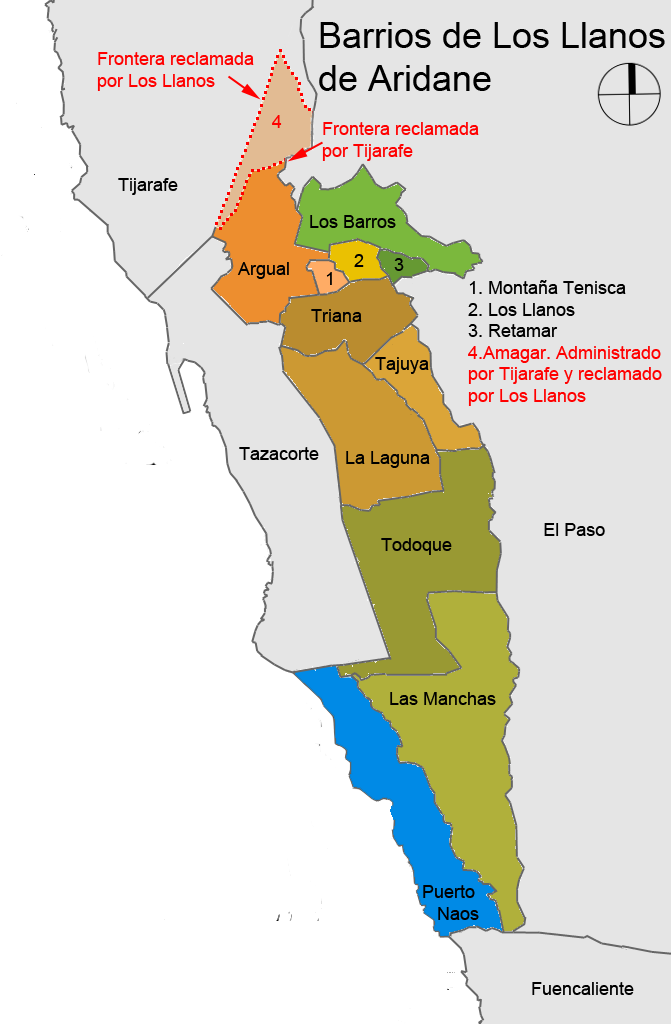
Gemeindeteile von Los Llanos de Aridane

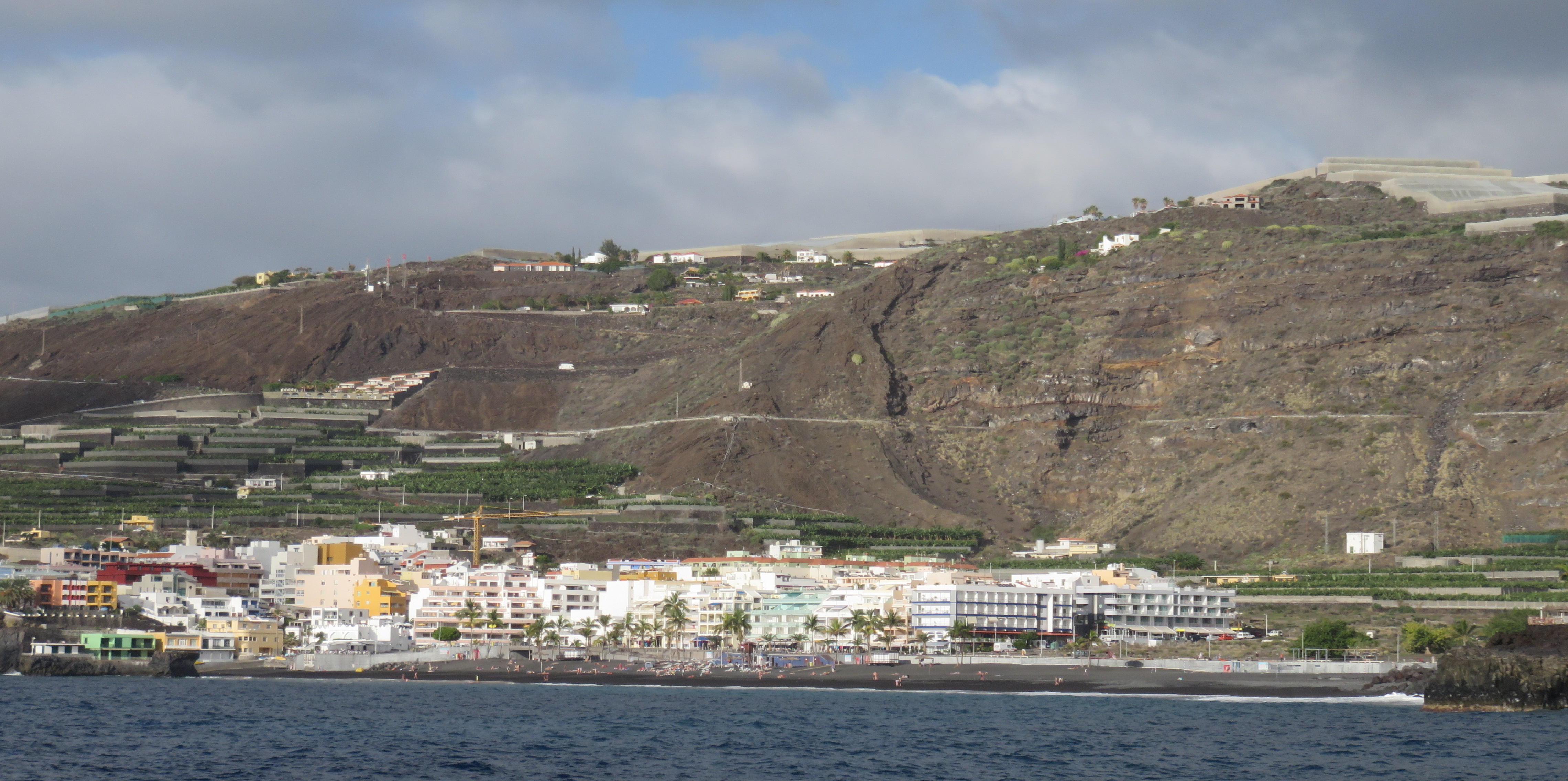
Puerto Naos

Puerto Naos ist ein Ortsteil (Barrio) der Gemeinde Los Llanos de Aridane auf der zu Spanien gehörenden Kanareninsel La Palma. Die Küstensiedlung zählt mit einem ausgedehnten Badestrand – neben Los Cancajos – zu den wichtigsten Touristenzentren der Insel.

## Geographie
Der Gemeindeteil Puerto Naos mit einem langgestreckten Küstenabschnitt befindet sich im Süden der Gemeinde Los Llanos; im Osten schließt sich der Ortsteil Las Manchas an; das Gemeindegebiet wird im Norden durch Tazacorte und im Süden durch Fuencaliente begrenzt.
Das Gebiet wurde wesentlich durch Lavaströme zweier Vulkanausbrüche erweitert, die von der steil aufsteigenden Cumbre Vieja zum Meer abflossen. 1585 entstanden durch den Vulkanausbruch des Tajuya zwischen dem Ort Puerto Naos bis Charco Verde ca. 150 ha und 1712 durch den El Charco bei El Remo ca. 6,4 ha neue Landflächen.
Bedeutsam für den Tourismus sind seine beiden Sandbadestrände, der 600 Meter lange Strand im Ort Puerto Naos und die Playa de Charco Verde, eine zwischen Vulkanfelsen geschützte Bucht zwischen den Orten Puerto Naos und El Remo.
Im Süden befindet sich in unmittelbarer Küstennähe die Siedlung El Remo mit etwa 108 Einwohnern, sie zählt zu den geschützten Landschaften von Tamanca auf La Palma.
Der gesamte Küstenabschnitt von Puerto Naos ist Teil des seit 2001 auf La Palma eingerichteten Meeresreservats mit einer Küstenlänge von 15 Kilometern.

## Geschichte
Bevor der Tourismus zur Haupteinnahmequelle wurde, lebten die Einwohner von der Fischerei und dem Bananenanbau, der noch heute für die lokale Wirtschaft wichtig ist.
Während des Kalten Krieges hatte das US-Militär unter dem Deckmantel einer Walforschung des „Palisades Geophysical Institute“ der Universität Columbia im Jahr 1963 eine U-Boot-Abhörstation errichtet, die Teil von mehr als dreißig Überwachungsstationen des amerikanischen SOSUS war. Ziel war es U-Boote der UdSSR aufzuspüren. Im Mai 1968 nahm es an der Suche nach dem amerikanischen Atom-U-Boot USS Scorpion teil, das am 22. Mai 1968, 400 Meilen südwestlich der Azoren mit 99 Männern an Bord sank.
Eine Woche vor dem Vulkanausbruch des Teneguía am 31. Oktober 1971 wurden von der Messstation intensive Unterwassergeräusche erfasst, die auf den im Süden der Insel bevorstehenden Vulkanausbruch hinwiesen. Die erfassten Daten wurden den spanischen Behörden übermittelt. Nachdem die Überwachungsstation 1976 endgültig geschlossen wurde, standen die leeren Gebäude bis zu ihrem Abriss im Jahr 2007.
Mit dem neuen Flughafen auf La Palma, auf dem in den 1980er Jahren erstmals Charterflüge vom europäischen Festland landen konnten, verstärkte sich auf La Palma, so auch in Puerto Naos, die Bautätigkeit, so dass sich das ehemalige Fischerdorf innerhalb weniger Jahre zu einer reinen Touristensiedlung entwickelte.
Seit dem Vulkanausbruch auf La Palma 2021 war der Ort aufgrund hoher Kohlendioxid-Belastungen abgesperrt. Mittlerweile (Stand Juli 2024) ist Ort wieder fast vollständig freigegeben. Ebenfalls ist der Zugang zum Strand wieder möglich. Der Austritt des Gases wird aber weiterhin mit 1800 Sensoren überwacht.

### Bevölkerungsentwicklung
Quelle: Spanisches Statistikamt
| 2000 | 2001 | 2002 | 2003 | 2004 | 2005 | 2006 | 2007 | 2008 | 2009 | 2010 | 2011 | 2012 | 2013 | 2014 | 2015 | 2016 | 2017 | 2018 | 2019 | 2020 | 2021 | 2022 |
| ---- | ---- | ---- | ---- | ---- | ---- | ---- | ---- | ---- | ---- | ---- | ---- | ---- | ---- | ---- | ---- | ---- | ---- | ---- | ---- | ---- | ---- | ---- |
| 737  | 852  | 871  | 921  | 853  | 874  | 849  | 848  | 877  | 914  | 941  | 979  | 970  | 946  | 899  | 888  | 895  | 935  | 907  | 945  | 977  | 981  | 965  |

## Wirtschaft

### Tourismus
Die Haupteinnahmequelle der Gemeinde besteht im Tourismus durch diverse Apartments, eine große Hotelanlage sowie Restaurants, Bars und Shops. Neben den guten Bademöglichkeiten am schwarzen Sandstrand, der mit der Blauen Flagge bewertet ist, gibt es die Möglichkeit zum Paragliding, Mountainbiken und Tauchen.

### Landwirtschaft
Landwirtschaft, die vom Bananenanbau dominiert wird, ist  für die Gemeinde eine wichtige Einnahmequelle.

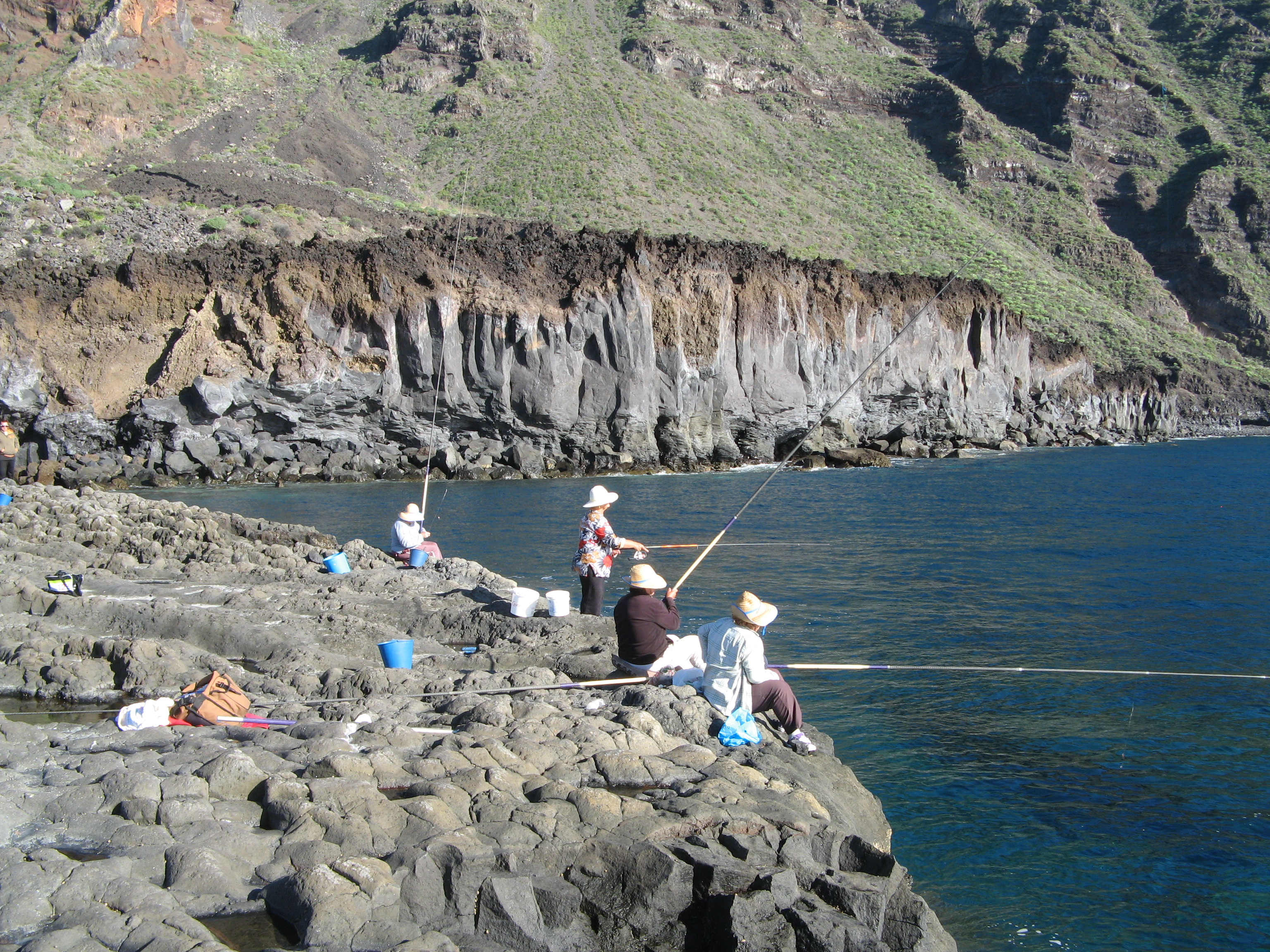
Anglerinnen in El Remo

### Verkehr
Mit dem Bus der Linie 24 existiert eine stündliche direkte Busverbindung von und nach Los Llanos, teilweise weiterführend bis zum Strand Charco Verde bzw. zum Weiler El Remo. Mit dem Auto ist die Stadt Los Llanos etwa 15 Minuten entfernt; der Flughafen und die Hauptstadt Santa Cruz de La Palma sind in 45 Minuten zu erreichen. 

## Persönlichkeiten
- Rosana Simón (* 1989), spanische Taekwondoin